# 100 mètres féminin aux championnats du monde d'athlétisme 2007
Navigation
Helsinki 2005 Berlin 2009
L'épreuve du 100 mètres féminin des championnats du monde d'athlétisme 2007 s'est déroulée les 26 et 27 août 2007 dans le Stade Nagai d'Osaka au Japon. Elle est remportée par la Jamaïcaine Veronica Campbell.
69 athlètes étaient inscrites. Elles ont couru les séries éliminatoires et les quarts de finale le 26 août, les demi-finales et la finale le 27. 
Les favorites étaient la Jamaïcaine Veronica Campbell et l'Américaine Torri Edwards, qui possédaient les deux meilleurs temps de l'année, respectivement 10 s 89 et 10 s 90. De plus elles avaient chacune remporté leur championnat national. Cependant le meilleur temps de la première journée, 11 s 07, fut obtenu par l'Américaine Carmelita Jeter, dans la même série où figurait Merlene Ottey, qui à 47 ans participait à ses huitièmes championnats du monde. En quart de finale, puis en demi-finale le lendemain, Campbell et Edwards réalisaient les meilleurs temps et remportaient leur course.
Lors de la finale, la Belge Kim Gevaert prend le meilleur départ. La course reste assez indécise jusqu'à la mi-course, où la tenante du titre, Lauryn Williams, est légèrement en tête, mais six sprinteuses se tiennent en trois centièmes. Elle est dépassée par Campbell aux 70 mètres, mais les deux athlètes terminent sur la même ligne. Finalement elles sont départagées à la photo-finish pour deux millièmes, en faveur de Campbell. Ce n'est pas la finale la plus serrée des championnats puisqu'en 1993 l'écart entre les deux premières avait été de seulement un millième. Le podium est complété par Jeter, un centième derrière, dont le meilleur temps avant 2007 était de 11 s 48. 
Selon une étude de la Osaka University of Health and Sport Sciences, la vitesse de pointe durant la finale fut de 10,56 m/s, atteinte par Campbell aux 55 mètres.
Le temps de la finale (11 s 01) est le plus faible enregistré depuis le début.

## Records et performances

### Records
| Record du monde            | 10 s 49 | Florence Griffith Joyner   | États-Unis | 16 juillet 1988 | Indianapolis |
| Record des championnats    | 10 s 70 | Marion Jones               | États-Unis | 22 août 1989    | Séville      |
| Meilleure performance 2007 | 10 s 89 | Veronica Campbell          | Jamaïque   | 23 juin 2007    | Kingston     |
| Record d'Afrique           | 10 s 90 | Glory Alozie               | Nigeria    | 5 juin 1999     | La Laguna    |
| Record d'Asie              | 10 s 79 | Li Xuemei                  | Chine      | 18 octobre 1997 | Shanghai     |
| Record d'Amérique du Nord  | 10 s 49 | Florence Griffith Joyner   | États-Unis | 16 juillet 1988 | Indianapolis |
| Record d'Amérique du Sud   | 11 s 17 | Lucimar Aparecida de Moura | Brésil     | 25 juin 1999    | Bogota       |
| Record d'Europe            | 10 s 73 | Christine Arron            | France     | 19 août 1998    | Budapest     |
| Record d'Océanie           | 11 s 12 | Melinda Gainsford-Taylor   | Australie  | 31 juillet 1994 | Sestriere    |

### Meilleures performances de l'année 2007
Les dix athlètes les plus rapides de l'année sont, avant les championnats, les suivantes. 
| 1 | Veronica Campbell | Jamaïque   | 10 s 89 | Kingston       | 23 juin 2007    |
| 2 | Torri Edwards     | États-Unis | 10 s 90 | Carson         | 20 mai 2007     |
| 3 | Me'Lisa Barber    | États-Unis | 10 s 95 | Carson         | 20 mai 2007     |
| 4 | Allyson Felix     | États-Unis | 11 s 01 | New York       | 11 juin 2007    |
| 5 | Mikele Barber     | Jamaïque   | 11 s 02 | Rio de Janeiro | 24 juillet 2007 |
| 6 | Kerron Stewart    | Jamaïque   | 11 s 03 | Kingston       | 23 juin 2007    |
| 7 | Tezdzhan Naimova  | Bulgarie   | 11 s 04 | Plovdiv        | 11 juillet 2007 |
| 8 | Carmelita Jeter   | États-Unis | 11 s 05 | Carson         | 20 mai 2007     |
| 8 | Sheri-Ann Brooks  | Jamaïque   | 11 s 05 | Kingston       | 23 juin 2007    |
| 8 | Sanya Richards    | États-Unis | 11 s 05 | Stockholm      | 7 août 2007     |

## Médaillées
| Or                | Argent          | Bronze          |
| Veronica Campbell | Lauryn Williams | Carmelita Jeter |

## Résultats

### Finale (27 août)
| Rang               | Athlète           | Pays       | Temps   | Notes       |
| ------------------ | ----------------- | ---------- | ------- | ----------- |
| Médaille d'or      | Veronica Campbell | Jamaïque   | 11 s 01 | (11.006)    |
| Médaille d'argent  | Lauryn Williams   | États-Unis | 11 s 01 | (11.008) SB |
| Médaille de bronze | Carmelita Jeter   | États-Unis | 11 s 02 | PB          |
| 4                  | Torri Edwards     | États-Unis | 11 s 05 |             |
| 5                  | Kim Gevaert       | Belgique   | 11 s 05 | SB          |
| 6                  | Christine Arron   | France     | 11 s 08 |             |
| 7                  | Kerron Stewart    | Jamaïque   | 11 s 12 |             |
| 8                  | Oludamola Osayomi | Nigeria    | 11 s 26 |             |

### Demi-finales (27 août)
Il y eut deux demi-finales. Les quatre premières de chaque course se sont qualifiées pour la finale.
| Rang | Pays        | Athlète           | Temps          |
| ---- | ----------- | ----------------- | -------------- |
| 1    | États-Unis  | Torri Edwards     | 11 s 02 Q      |
| 2    | États-Unis  | Lauryn Williams   | 11 s 09 Q (SB) |
| 3    | Jamaïque    | Kerron Stewart    | 11 s 12 Q      |
| 4    | Nigeria     | Oludamola Osayomi | 11 s 18 Q      |
| 5    | Bulgarie    | Tezzhan Naimova   | 11 s 18        |
| 6    | Bahamas     | Chandra Sturrup   | 11 s 22        |
| 7    | Royaume-Uni | Laura Turner      | 11 s 32        |
| 8    | Australie   | Sally McLellan    | 11 s 32        |

| Rang | Pays       | Athlète                  | Temps          |
| ---- | ---------- | ------------------------ | -------------- |
| 1    | Jamaïque   | Veronica Campbell        | 10 s 99 Q      |
| 2    | France     | Christine Arron          | 11 s 04 Q (SB) |
| 3    | Belgique   | Kim Gevaert              | 11 s 06 Q (SB) |
| 4    | États-Unis | Carmelita Jeter          | 11 s 08 Q      |
| 5    | États-Unis | Mechelle Lewis           | 11 s 16        |
| 6    | Russie     | Yevgeniya Polyakova      | 11 s 16        |
| 7    | Jamaïque   | Sheri-Ann Brooks         | 11 s 21        |
| 8    | Bahamas    | Debbie Ferguson-McKenzie | 11 s 25        |

### Quarts de finale (26 août)
Il y eut quatre séries. Les quatre premières de chaque course se sont qualifiées pour les demi-finales.
| Rang | Pays                      | Athlète                    | Temps     |
| ---- | ------------------------- | -------------------------- | --------- |
| 1    | États-Unis                | Torri Edwards              | 11 s 13 Q |
| 2    | Jamaïque                  | Kerron Stewart             | 11 s 20 Q |
| 3    | Nigeria                   | Oludamola Osayomi          | 11 s 21 Q |
| 4    | Russie                    | Yevgeniya Polyakova        | 11 s 24 Q |
| 5    | Grenade                   | Sherry Fletcher            | 11 s 32   |
| 6    | Îles Vierges britanniques | Tahesia Harrigan           | 11 s 33   |
| 7    | Brésil                    | Lucimar Aparecida de Moura | 11 s 61   |
| 8    | Afrique du Sud            | Nombulelo Constance Mkenku | DNS       |

| Rang | Pays          | Athlète               | Temps        |
| ---- | ------------- | --------------------- | ------------ |
| 1    | Jamaïque      | Veronica Campbell     | 11 s 08 Q    |
| 2    | Belgique      | Kim Gevaert           | 11 s 15 Q    |
| 3    | États-Unis    | Carmelita Jeter       | 11 s 17 Q    |
| 4    | Royaume-Uni   | Laura Turner          | 11 s 32 Q    |
| 5    | Russie        | Irina Khabarova       | 11 s 38 (SB) |
| 6    | Côte d'Ivoire | Amandine Allou Affoué | 11 s 57      |
| 7    | Sri Lanka     | Susanthika Jayasinghe | DQ           |
| 8    | Finlande      | Johanna Manninen      | DQ           |

| Rang | Pays        | Athlète                  | Temps     |
| ---- | ----------- | ------------------------ | --------- |
| 1    | France      | Christine Arron          | 11 s 17 Q |
| 2    | Jamaïque    | Sheri-Ann Brooks         | 11 s 23 Q |
| 3    | États-Unis  | Mechelle Lewis           | 11 s 25 Q |
| 4    | Bahamas     | Debbie Ferguson-McKenzie | 11 s 29 Q |
| 5    | Bulgarie    | Ivet Lalova              | 11 s 33   |
| 6    | Royaume-Uni | Montell Douglas          | 11 s 43   |
| 7    | Allemagne   | Verena Sailer            | 11 s 43   |
| 8    | Pologne     | Daria Korczynska         | 11 s 44   |

| Rang | Pays              | Athlète              | Temps          |
| ---- | ----------------- | -------------------- | -------------- |
| 1    | Bahamas           | Chandra Sturrup      | 11 s 15 Q (SB) |
| 2    | États-Unis        | Lauryn Williams      | 11 s 16 Q      |
| 3    | Bulgarie          | Tezzhan Naimova      | 11 s 21 Q      |
| 4    | Australie         | Sally McLellan       | 11 s 31 Q      |
| 5    | Ghana             | Vida Anim            | 11 s 36        |
| 6    | Royaume-Uni       | Jeanette Kwakye      | 11 s 40        |
| 7    | Russie            | Ekaterina Grigorieva | 11 s 49        |
| 8    | Trinité-et-Tobago | Sasha Springer       | 11 s 56        |

### Séries (26 août)
Il y eut huit séries. Les trois premières de chaque course ainsi que les huit meilleurs temps se sont qualifiées pour les quarts de finale.
| Rang | Pays         | Athlète               | Temps          |
| ---- | ------------ | --------------------- | -------------- |
| 1    | États-Unis   | Carmelita Jeter       | 11 s 07 Q      |
| 2    | Belgique     | Kim Gevaert           | 11 s 09 Q (SB) |
| 3    | Sri Lanka    | Susanthika Jayasinghe | 11 s 13 Q (SB) |
| 4    | Slovénie     | Merlene Ottey         | 11 s 64        |
| 5    | Bulgarie     | Inna Eftimova         | 11 s 66        |
| 6    | Ukraine      | Nataliya Pohrebnyak   | 11 s 71        |
| 7    | Gambie       | Fatou Tiyana          | 12 s 44 (PB)   |
| 8    | Îles Salomon | Jenny Keni            | 13 s 31        |

| Rang | Pays                      | Athlète                    | Temps        |
| ---- | ------------------------- | -------------------------- | ------------ |
| 1    | Jamaïque                  | Veronica Campbell          | 11 s 33 Q    |
| 2    | Royaume-Uni               | Laura Turner               | 11 s 46 Q    |
| 3    | Brésil                    | Lucimar Aparecida de Moura | 11 s 49 Q    |
| 4    | Papouasie-Nouvelle-Guinée | Mae Koime                  | 11 s 64      |
| 5    | Kazakhstan                | Anastasiya Vinogradova     | 11 s 74      |
| 6    | Philippines               | Marestella Torres          | 12 s 44 (PB) |
| 7    | Îles Mariannes du Nord    | Yvonne Bennett             | 13 s 16 (RN) |
| 8    | Tadjikistan               | Shokhida Ziyaeva           | 13 s 16      |
| 9    | Macédoine du Nord         | Aleksandra Vojneska        | 13 s 24      |

| Rang | Pays                      | Athlète               | Temps          |
| ---- | ------------------------- | --------------------- | -------------- |
| 1    | Australie                 | Sally McLellan        | 11 s 14 Q (PB) |
| 2    | Bulgarie                  | Tezzhan Naimova       | 11 s 15 Q      |
| 3    | Îles Vierges britanniques | Tahesia Harrigan      | 11 s 26 Q      |
| 4    | Côte d'Ivoire             | Amandine Allou Affoué | 11 s 27 q (PB) |
| 5    | Allemagne                 | Verena Sailer         | 11 s 33 q      |
| 6    | Turkménistan              | Valentina Nazarova    | 12 s 02 (SB)   |
| 7    | Malte                     | Charlene Attard       | 12 s 06        |
| 8    | Lesotho                   | Selloane Tsoaeli      | 13 s 29 (PB)   |
| 9    | Cambodge                  | Sry Hang              | 13 s 55        |

| Rang | Pays                        | Athlète                    | Temps        |
| ---- | --------------------------- | -------------------------- | ------------ |
| 1    | France                      | Christine Arron            | 11 s 27 Q    |
| 2    | Bahamas                     | Debbie Ferguson-McKenzie   | 11 s 36 Q    |
| 3    | Bulgarie                    | Ivet Lalova                | 11 s 47 Q    |
| 4    | Russie                      | Irina Khabarova            | 11 s 49 q    |
| 5    | Afrique du Sud              | Nombulelo Constance Mkenku | 11 s 50 q    |
| 6    | Japon                       | Momoko Takahashi           | 11 s 98      |
| 7    | Saint-Marin                 | Barbara Rustignoli         | 13 s 33 (SB) |
| 8    | États fédérés de Micronésie | Maria Ikelap               | 13 s 93 (SB) |

| Rang | Pays                 | Athlète             | Temps        |
| ---- | -------------------- | ------------------- | ------------ |
| 1    | Bahamas              | Chandra Sturrup     | 11 s 32 Q    |
| 2    | Jamaïque             | Kerron Stewart      | 11 s 35 Q    |
| 3    | Trinité-et-Tobago    | Sasha Springer      | 11 s 50 Q    |
| 4    | Ouzbékistan          | Guzel Khubbieva     | 11 s 59      |
| 5    | France               | Carima Louami       | 11 s 59      |
| 6    | Sao Tomé-et-Principe | Gloria Diogo        | 12 s 21 (SB) |
| 7    | Singapour            | Sze-Min Choo        | 12 s 29 (SB) |
| 8    | Macao                | Loi Ieong           | 12 s 76 (SB) |
| 9    | Djibouti             | Fathia Ali Bouraleh | 14 s 14      |

| Rang | Pays        | Athlète              | Temps        |
| ---- | ----------- | -------------------- | ------------ |
| 1    | États-Unis  | Mechelle Lewis       | 11 s 16 Q    |
| 2    | Jamaïque    | Sheri-Ann Brooks     | 11 s 29 Q    |
| 3    | Royaume-Uni | Montell Douglas      | 11 s 39 Q    |
| 4    | Pologne     | Daria Korczynska     | 11 s 41 q    |
| 5    | Russie      | Ekaterina Grigorieva | 11 s 44 q    |
| 6    | Hong Kong   | Kin Yee Wan          | 12 s 12      |
| 7    | Vanuatu     | Elis Lapenmal        | 13 s 10 (PB) |
| 8    | Kiribati    | Lilly Pine           | 13 s 86 (PB) |
| 9    | Yémen       | Waseelah Fadhl Saad  | 14 s 31 (SB) |

| Rang | Pays        | Athlète              | Temps        |
| ---- | ----------- | -------------------- | ------------ |
| 1    | Russie      | Yevgeniya Polyakova  | 11 s 30 Q    |
| 2    | États-Unis  | Lauryn Williams      | 11 s 41 Q    |
| 3    | Finlande    | Johanna Manninen     | 11 s 52 Q    |
| 4    | Gabon       | Paulette Zang-Milama | 11 s 53      |
| 5    | Cameroun    | Myriam Léonie Mani   | 11 s 55      |
| 6    | Bahamas     | Timicka Clarke       | 11 s 59      |
| 7    | Tchad       | Florence Dembert     | 13 s 01 (PB) |
| 8    | Afghanistan | Fatima Mohammadi     | 16 s 17 (PB) |

| Rang | Pays        | Athlète             | Temps          |
| ---- | ----------- | ------------------- | -------------- |
| 1    | États-Unis  | Torri Edwards       | 11 s 14 Q      |
| 2    | Nigeria     | Oludamola Osayomi   | 11 s 15 Q (PB) |
| 3    | Ghana       | Vida Anim           | 11 s 22 Q (SB) |
| 4    | Royaume-Uni | Jeanette Kwakye     | 11 s 26 q (PB) |
| 5    | Grenade     | Sherry Fletcher     | 11 s 28 q      |
| 6    | Monténégro  | Milena Milasevic    | 12 s 24 (RN)   |
| 7    | Nauru       | Rosa Mystique Jones | 12 s 69 (SB)   |
| 8    | Palaos      | Felicia Saburo      | 13 s 40 (PB)   |
| 9    | Mauritanie  | Bounkou Camara      | 13 s 93 (SB)   |